# 100% (албум)
100% је први студијски албум српског поп певача Ненада Цвијетића, издат 2000. године за Сити Рекордс. Албум је издат након што је неколико година певач радио као студијски музичар снимајући џинглове за ТВ Пинк, заједно са Александром Радовић. Албум је објављен и у Швајцарској посредством издавачке куће ЈВП Вертиб АГ.

## Списак песама
| №   | Назив                        | Трајање |  |
| 1.  | Немам куд                    | 3:36    |  |
| 2.  | Нема те (вотка)              | 3:11    |  |
| 3.  | Време суза                   | 3:50    |  |
| 4.  | Да ли сам то ја              | 3:29    |  |
| 5.  | Вечерас пишем последње писмо | 3:25    |  |
| 6.  | Бледа нечујна                | 3:11    |  |
| 7.  | Странци                      | 3:34    |  |
| 8.  | Лажљивица                    | 3:08    |  |
| 9.  | Нећу да ти кажем             | 3:50    |  |
| 10. | Молим те не тражи ме         | 3:09    |  |